# Quadrumvirato
Nella Roma antica, i quadrumviri  erano i quattro componenti di un collegio elettivo che veniva attribuito a quattro cittadini con poteri giurisdizionali e funzioni di polizia, con mandato quinquennale.
La parola è una parola composta formata dalle parole latine quattuor (quattro) e viri (uomini). Sinonimi di quadrumviro sono quadrunviro, quattuomviro, e quattuorviro.

## Prerogative e funzioni
I quadrumviri venivano eletti dal Senato romano. 
Si distinguevano, per prerogative, in due collegi di duoviri: il primo, aedilicia potestate, aveva funzioni di polizia; il secondo, iure dicundo, aveva competenze superiori in materia di giurisdizione, amministrazione e gestione finanziaria.

## Fascismo

Da sinistra a destra: Benito Mussolini, Cesare Maria De Vecchi e Michele Bianchi, in seconda fila a sinistra Italo Balbo a Napoli (1922)

Il 28 ottobre 1922 un quadrumvirato fascista ebbe il compito di guidare la Marcia su Roma.
I quadrumviri in questione erano i gerarchi Italo Balbo, Michele Bianchi, Emilio De Bono e Cesare Maria De Vecchi.